# Wilhelm Pröckl
Wilhelm (Willi) Pröckl (* 8. Mai 1940 in Bludenz; † 5. Oktober 2019) war ein österreichischer Politiker (SPÖ) und Zugsführer der Österreichischen Bundesbahnen. Pröckl war von 1987 bis 1994 Abgeordneter zum Vorarlberger Landtag.

## Ausbildung und Beruf
Pröckl absolvierte seine Pflichtschulzeit in Bludenz und begann danach eine Lehre zum Schlosser bei der Firma J. Bertsch. Er schloss seine Lehre mit der Gesellenprüfung ab. Er war beruflich bis August 1959 als Schlosser auf Montage für die Firma Bertsch tätig, danach arbeitete er von 1959 bis 1962 als Schlosser bei der Lavantaler Kohlebergbaugesellschaft. 1963 trat Pröckl in den Dienst der Österreichischen Bundesbahnen und absolvierte eine Ausbildung zum Zugsführer. Er war in der Folge bis 1994 als ÖBB-Zugsführer beschäftigt und wurde 1994 pensioniert. 

## Politik und Funktionen
Pröckl trat im September 1961 der SPÖ bei und war lange Zeit gewerkschaftlich aktiv. Er wurde 1975 Ortsobmann der Fraktion Sozialistischer Gewerkschafter in Bludenz und fungierte zudem von 1975 bis etwa 1987 als Bezirksobmann der Fraktion Sozialistischer Gewerkschafter von Bludenz. Zudem wirkte er ab 1981 als Bezirksobmann des ÖGB Bludenz und fungierte von 1987 bis 1994 als Vorsitzender der Landesexekutive des ÖGB Vorarlberg und als Landesvorsitzender der Fraktion Sozialistischer Gewerkschafter Vorarlberg. In der Lokalpolitik engagierte er sich zwischen 1975 und 1987 als Mitglied der Stadtvertretung von Bludenz, wobei er auch Mitglied des Spital-, Sozial-, Landwirtschafts-, Forst- und Verkehrsausschusses sowie Ersatzmitglied des Wohnungsausschusses war. Zudem wirkte er während dieser Zeit als Ortsvorsteher von Bludenz-Brunnenfeld. Er vertrat als Abgeordneter den Wahlbezirk Bludenz.
Innerparteilich war Pröckl bis 1994 als Mitglied des Landesparteileitung der SPÖ Vorarlberg aktiv, wirkte von 1987 bis 1994 als Mitglied des Landesparteivorstandes und des Landesparteipräsidiums der SPÖ Vorarlberg und war bis 1994 Mitglied des Bezirksparteivorstandes der SPÖ Bludenz. Er war zudem stellvertretender Bezirksparteivorsitzender der SPÖ Bludenz. Vom 4. Februar 1987 bis zum 9. Mai 1994 gehörte er als Abgeordneter dem Vorarlberger Landtag an, wobei er 1987 Peter Spannring nachfolgte und 1994 durch Mandatsniederlegung aus dem Amt schied. Er war Bereichssprecher für Arbeitnehmer- und Verkehrsfragen im SPÖ-Landtagsklub.
Pröckl trat 1994 aus der SPÖ aus.
Neben seinen politischen Funktionen war er Mitglied des FC Rätia Bludenz und in zahlreichen Musikvereinen und -kapellen aktiv. Er war, Mitglied der Jugendmusik Don Bosco, Mitglied der Wolfsberger Stadtmusik, der Werkskapelle St. Stephan, der Eisenbahnermusik Bludenz und des Musikvereins Bludenz.

## Privates
Wilhelm Pröckl wurde als Sohn des aus Obdach in der Steiermark stammenden Zugsführers Ignaz Pröckl geboren. Seine Mutter Klara Pröckl, geborene Niedegger, erblickte in Zürich das Licht der Welt. Wilhelm Pröckl heiratete 1960 Sieglinde Steiner und wurde 1960 bzw. 1963 jeweils Vater einer Tochter.

## Auszeichnungen
- Goldenes Ehrenzeichen des ÖGB (2009)